# Songkran
El Songkran (tailandés: สงกรานต์; pronunciado [sǒŋ.krāːn]) es la fiesta del año nuevo de Tailandia. El año nuevo tailandés se celebra el 13 de abril, aunque se extiende al 14 y 15 de abril. El término "Songkran" deriva del sánscrito saṃkrānti (Devanāgarī: संक्रांति), literalmente "paso astrológico", que significa transformación o cambio. La palabra se ha tomado prestada de Makar Sankranti, el nombre de un festival hindú de la cosecha celebrado en la India en enero para marcar la llegada de la primavera. Coincide con el Aries astrológico y con el año nuevo de muchos calendarios del sur y sudeste de Asia. Está correlacionado con el calendario solar budista-induisto...

## En Tailandia
El songkran es fresco en tradiciones simbólicas desde por la mañana. Visitar templos locales y ofrecer comida a los monjes budistas son prácticas usuales. En esta ocasión específica, verter agua sobre estatuas de Buda es un ritual icónico. Representa la purificación y el lavarse a sí mismo de los pecados y de la mala suerte. Como festival de unidad, los emigrantes suelen volver a casa de sus familiares. Como señal de respeto, los jóvenes suelen verter agua sobre las palmas de las manos de los ancianos. Reverenciar a los ancestros es también una parte importante del songkran.
Songkran es famoso por los festivales del agua, en los que suele participar principalmente la gente joven. Se cierran las principales calles al tráfico y se usan como escenario de batallas de agua. Se llevan a cabo desfiles de trajes típicos tailandeses, donde se corona a "Miss Songkran".”

## En países vecinos
Celebraciones similares existen en varios países del sudeste de Asia:
- En Laos se celebra como Pii Mai (año nuevo).
- En Birmania se celebra como Thingyan.
- En Camboya esta festividad budista se celebra como Chaul Chhnam.
- El principio de año budista (chino: 潑水節) también se celebra entre la minoría tai del Yunnan, al sur de la República Popular China.